# Пендзиц
Пендзиц (пол. Pędzic) — польский дворянский герб.

## Описание
В лазоревом поле под серебряной лилией — бегущий заяц.
На щите дворянский коронованный шлем. Нашлемник: три страусовых пера. Намёт на щите лазоревый, подложенный серебром.

## Герб используют
Иван-Леопольд Кучакевич, г. Пендзиц, 02.01.1840 жалован дипломом на потомственное дворянское достоинство Царства Польского. Герб Кучакевичей внесен в Часть 1 Сборника дипломных гербов Польского Дворянства, невнесенных в Общий Гербовник, стр. 92.